# Книга Анейрина

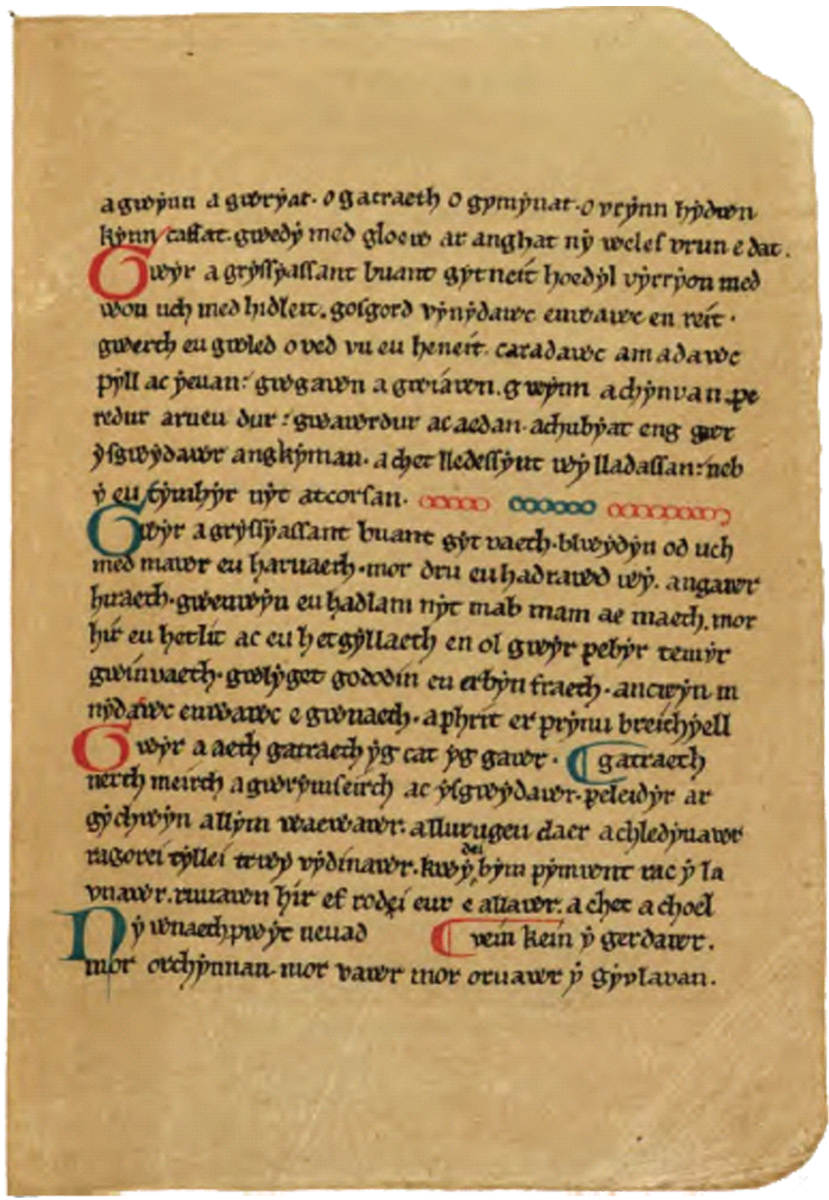
Копия страницы из Книги Анейрина.

Книга Анейрина (валл. Llyfr Aneirin) — валлийский манускрипт XIII века, содержащий поэзию на древневаллийском и средневаллийском языке. Автором записанных произведений считается бриттский поэт Анейрин.
Манускрипт хранится в Кардиффской центральной библиотеке. Он датируется примерно 1265 годом, однако, вероятно, это копия утраченного оригинала IX века. По всей видимости, с VI века поэзия сохранялась и передавалась в устной традиции. Самым известным стихотворением манускрипта является Y Gododdin, повествующее о воинах из Гододина (Лотиан в современной Шотландии), которые пали в битве с англами около 600 года. Другие стихотворения не имеют никакого отношения к этой битве. Например, в манускрипте содержится стихотворение для ребенка по имени Диногад, в котором описывается, как его отец ходит на охоту и рыбалку.